# 이훈구 (신학자)
이훈구(李勳九, 1950년 9월 17일~)은 대한민국의 대학 교수이다. 서울기독대학교 대학원장으로 재직하였고, 한국복음주의선교신학회 회장, 세계협력선교센터 총재 등을 역임하였다. 

## 학력
- 서울기독대학교(신학)[1]
- 국제디지털대학교 (사회복지학)
- 연세대학교 공학대학원 (공업경영)
- 총신대학교 신학대학원 (목회학)
- California Graduate School of Theology (M.A.,D.Min.)
- Faith Theological Seminary (Ph.D.)
- Baguio Central University (Ed.D.,Ph.D.)

## 경력
- 서울기독대학교 선교학 교수 (대외협력처장, 학생처장, 교무처장)
- 서울기독대학교 신학전문대학원장 (3회)
- 서울기독대학교 치유상담대학원장
- 서울기독대학교 대학원장
- Birmingham Theological Seminray 객원 교수
- Faith Theological Seminary 객원 교수
- 서울기독대학교 총동문회 회장 취임 (2007)
- 연세대학교 공학대학원 19대 총동창회 이사 취임 (2008)
- 세계협력선교센터 총재
- 사단법인 세계스포츠선교회 법인 이사
- 한국복음주의선교신학회 회장 취임 (2011)
- 소래다문화연구소 현 이사장
- 한국청소년바르게운동협의회 현 법인 이사

## 수상
- 서울시 금천구민의 상 (2003)
- 한국복음주의 선교 신학회 신학자 상 (2010)

## 저서
- 《그리아니하실지라도》, 협력선교회출판부 1991[2]

- 《한국교회의 진단과 처방》, 협력선교회출판부 1991
- 《복음은 어둠을 헤치고》, 도서출판 양문문고 1992
- 《왕으로 오신이》, 도서출판 양문문고 1992
- 《종으로 오신이》, 도서출판 양문문고 1993
- 《인자로 오신이》, 도서출판 양문문고 1993
- 《하나님의 아들로 오신이》, 도서출판 1993
- 《교회와 생활》, 도서출판 양문문고 1997
- 《교회와 가정생활》, 도서출판 양문문고 1997
- 《교회와 전도생활》, 도서출판 양문문고 1998
- 《한국전통종교와 한국교회》, 도서출판 글로리아 2판 1999
- 《예수님의 교육목회》, 은혜출판사 2000
- 《School Leadership ; The Educational Administrator‘s Handbook (Evelyn M. Bayangan 공저)》,  도서출판 양문문고 2001
- 《설교학 총론》, 백합미디어 2판 2002
- 《비교종교학》, 은혜출판사 2판 2002
- 《성령의 불이 한국을 휩쓸었을 때 3판》, 은혜출판사 2003
- 《평신도 기본교리 5판》, 은혜출판사 2003
- 《그리스도의 모형인 성막과 제사 2판》, 은혜출판사 2003
- 《예수님의 비유연구 2판》, lily publisher 2003
- 《성경적 치유사역 3판》, lily publisher 2003
- 《평신도를 위한 조직신학》, 은혜출판사 2005
- 《21세기 선교신학의 성경적 재구성》, 올리브나무 2012

## 논문
- Influence of Korean Traditional Religions upon Korean Churches and their reformation (CGT D.min)
- A Comparative Study of Jesus Christ’s Healing Ministry and Healing Ministries of the Korean Church (FTS Ph.D)
- Educational ministry of Jesus Christ an analysis (BCU Ed.D)
- The Healing Ministry of Jesus Christ in Seoul, South Korea (BCU Ph.D)
- The Healing Ministry of Jesus in the Gospels (Asia Pacific Journal of Intercultural Studies)
- 창세기에 나타난 하나님의 선교사상 (서울기독대학교 교수 논문집 10집 2003)
- 출애굽기에 나타난 하나님의 선교 (서울기독대학교 교수 논문집 11집 2004)
- 예수님의 선교전략으로서의 치유사역 (복음과 선교 5권 2005)
- 선교전략의 정의에 관한 연구 (선교신학11집 2005)[3]
- 레위기에 나타난 하나님의 선교 ; 제사의식을 중심으로 (복음과 선교 7집 2006)
- 선교 정의의 재 정립의 필요성 연구 (복음과 선교 8집 2007)
- 모세의 디아스포라 선교 전략 (복음과 선교 10집 2008)[4]
- 불교, 유교, 기독교 안에 있는 혼합주의 사상 (선교신학21집 2009)
- 복음서에 나타난 예수 그리스도의 개인전도 사례연구 (복음과 선교 12집 2010)
- 창세기에 나타난 족장들의 선교 연구 (1910년 에딘버러 세계선교사대회 100주년 기념 한국대회 발표 2010)
- 다니엘서에 나타난 하나님의 선교 연구 (복음과 선교 14집 2011)
- 구약성서와 선교적 함의 ; 창세기 중심으로 (선교신학 30집 2012)